# Лаван (острів)
Лаван (перс. جزیرهٔ لاوان) — іранський острів в Перській затоці. Належить шахрестану Бендер-Ленге остану Хормозган.
Розташований за 18 км від материка. Довжина з сходу на захід близько 25 км, ширина до 5 км.
Острів Лаван знаходиться на верхній частині Лаванського газового родовища, що містить 9,5 трильйонів кубічних футів газу. 
На острові знаходиться один з чотирьох найважливіших терміналів з експорту сирої нафти в Ірані. Нафтоперегінний завод на острові переробляє до 20 тис. барелів на день. Найбільший подібний термінал знаходиться на острові Джезірейє-Харк.
Острів обслуговується аеропортом.